# E78 (trasa europejska)
E78 – trasa europejska biegnąca przez Włochy. Zaliczana do tras pośrednich wschód-zachód droga łączy Grosseto z Fano.

## Stary system numeracji
Do 1985 obowiązywał poprzedni system numeracji, według którego oznaczenie E78 dotyczyło trasy o następującym przebiegu: Haparanda – Kilpisjärvi. Arteria E78 była wtedy zaliczana do kategorii „A”, w której znajdowały się główne trasy europejskie.

### Drogi w ciągu dawnej E78
Lista dróg opracowana na podstawie materiału źródłowego
| Norwegia  | droga E78: Port lotniczy Tromsø – Tromsø – Vollan – Skibotn – granica z Finlandią |
| Finlandia | droga nr 21: granica z Norwegią – Kilpisjärvi – Muonia – Pello – Tornio           |